# SpaceX CRS-18
SpaceX CRS-18, також відома як SpX-18 — вісімнадцята місія вантажного космічного корабля Dragon до Міжнародної космічної станції, яку запущено 25 липня 2019 року. Повернення на Землю відбулось 27 серпня 2019 року. Політ ракети-носія компанії SpaceX здійснюється в рамках контракту Commercial Resupply Services з компанією НАСА.
Капсула Dragon, використана для польоту, вже двічі літала до МКС. З числа виконаних на даний момент місій це сьома, в якій використовується Dragon, який вже літав, і це перший раз, коли один і той же космічний корабель Dragon тричі літав на станцію — місія CRS-6 у квітні 2015 року, місія CRS-13 в грудні 2017 року і зараз — CRS-18. Крім того, запуск був другим для першого ступеня ракети Falcon 9..

## Історія програми
У лютому 2016 року НАСА і компанія SpaceX підписали додаток до контракту на п'ять додаткових місії CRS (від SpaceX CRS-16 до CRS-20), в рамках якого буде здійснено запуск SpaceX CRS-18. Спочатку запуск було заплановано на грудень 2016, його двічі відкладали, встановивши термін липень 2019.

## Запуск та політ
Запуск здійснено 25 липня 2019 року о 22:01:56 (UTC). Стикування з МКС відбулося 27 липня під час роботи 60-ї експедиції. Спочатку о 13:11 (UTC) корабель було захоплено краном-маніпулятором Канадарм2 (яким керували Тейлер Хейг та Крістіна Кох). Після чого о 16:01 (UTC) його було пристиковано до модуля Гармоні.
Відстикування за допомогою крана-маніпулятора Канадарм2 здійснено 27 серпня 2019 о 14:59 (UTC). Таким чином, корабель був пристикований до станції протягом 30 днів, 20 годин, 24 хв. Успішне приводнення в Тихому океані відбулося о 20:20 (UTC). Корабель доставив з МКС 2700 кілограмів вантажу, серед якого результати наукових експериментів.

## Корисне навантаження
Корабель доставив до МКС 2312 кг корисного вантажу.
У герметичному відсіці доставлено 1778 кг (з урахуванням упаковки), у тому числі:
- продукти харчування та речі для екіпажу — 233 кг,
- матеріали для наукових досліджень (у тому числі у тому числі 3D-принтер-лабораторія для створення людських органів для їх майбутньої трансплантації, досліджень в області відновлення кісткової тканини та інших медичних та біологічних експериментів) — 1192 кг,
- обладнання для входу у відкритий космос — 179 кг,
- обладнання і деталі станції — 157 кг,
- комп'ютери та комплектуючі — 17 кг.

У негерметичному контейнері доставлено стикувальний адаптер IDA-3 масою 534 кг. На МКС його буде розміщено на герметичному стикувальному перехіднику PMA-3 модуля Гармоні. Це буде другий стикувальний порт для комерційних пілотованих космічних кораблів.

## Галерея

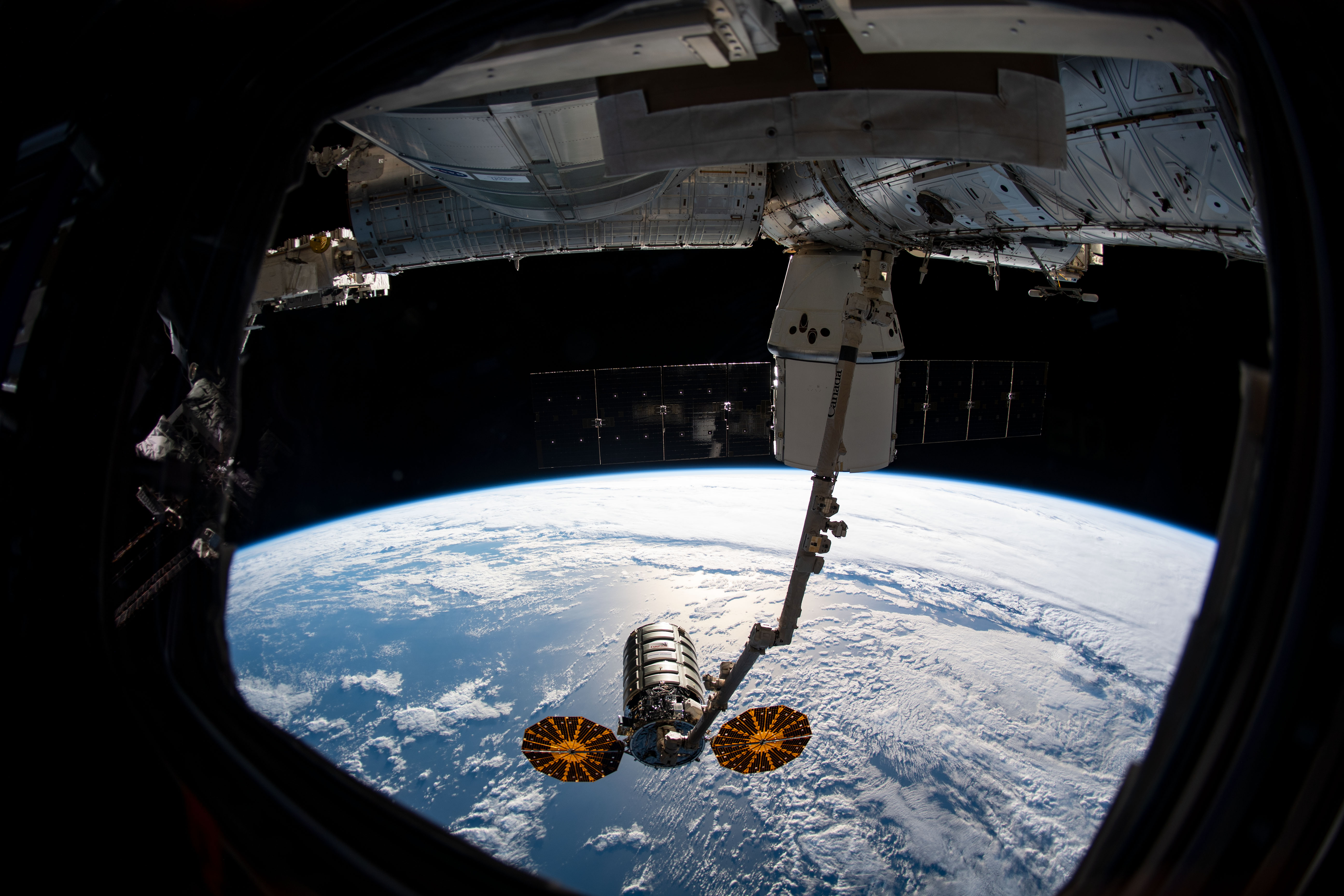
Захоплення корабля краном-маніпулятором Канадарм2 (27.07.2019)
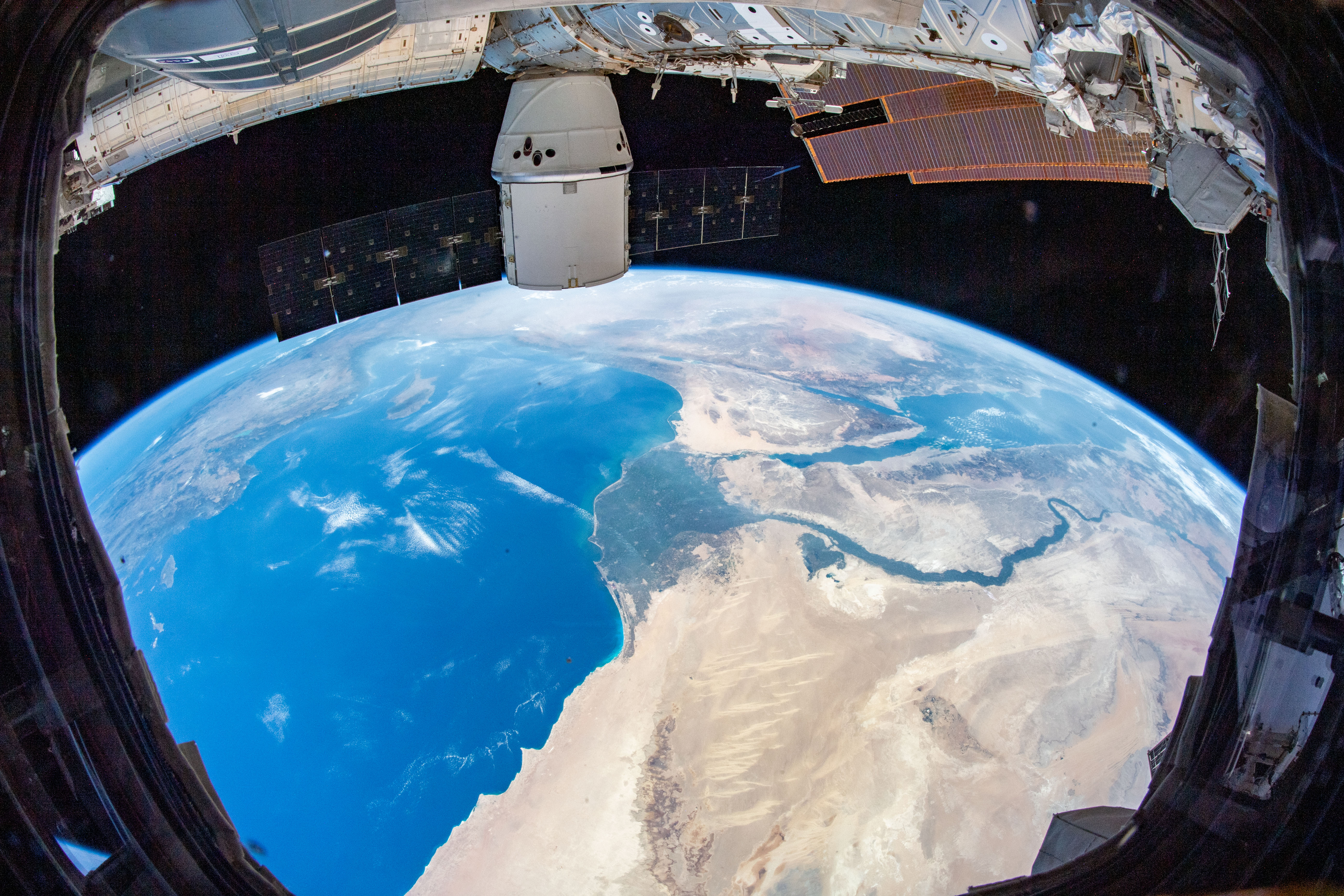
Корабель, пристикований до МКС (13.08.2019)
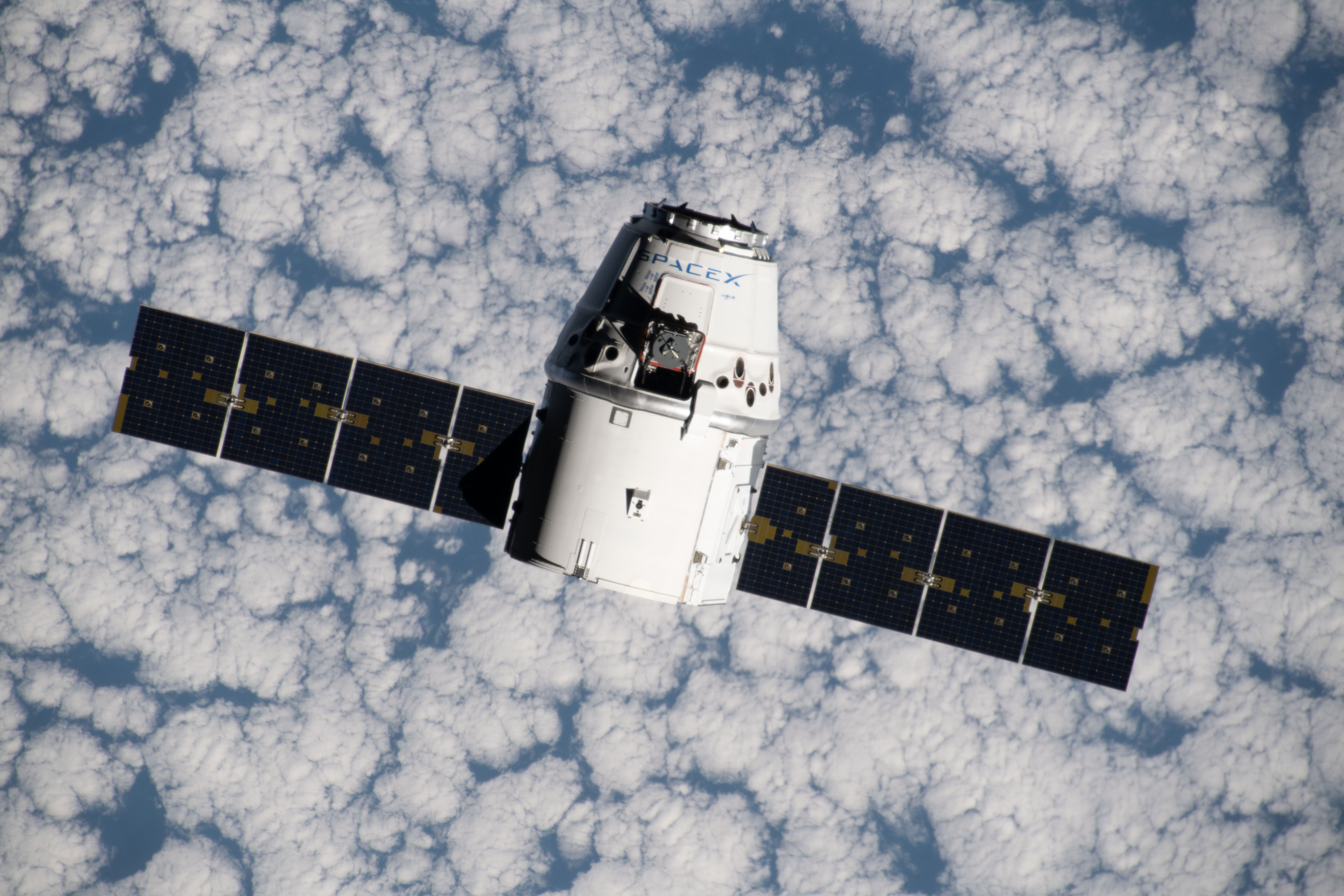
Після від'єднання від МКС (27.08.2019)